# Phare de St. Marks
Le phare de St. Marks (en anglais : St. Marks Light) est un phare situé à St. Marks, du côté est de l'embouchure de la St. Marks River dans la baie Apalachee, dans le comté de Wakulla, dans la région de Big Bend, en Floride.
Il est inscrit au Registre national des lieux historiques depuis le 31 juillet 1972 sous le n° 72000356.

## Histoire
Le premier phare a été érigé en 1831 pour marquer l'approche de port de St. Marks considéré comme important pour le trafic marchand de l'époque. En 1842 le phare fut menacé par l'érosion et il fut décidé de le déplacer dans un endroit plus sûr à l'intérieur des terres. La nouvelle tour a survécu aux ouragans destructeurs des années 1840 et 1850, dont le désastreux ouragan de septembre 1843, qui a causé des dommages importants à la ville de St. Marks.
Durant la guerre de Sécession les appareils d'éclairage ont été enlevés et la tour a failli être détruit par les confédérés lors de leur retraite. Les dommages infligés à la tour étaient néanmoins considérables et ont nécessité une reconstruction complète de la tour immédiatement après la guerre. Au cours de cette reconstruction, la tour a été surélevée à son plan focal actuel, situé à 25 mètres au-dessus du niveau de la mer, et l'appareil d'éclairage d'origine a été restauré.
Le phare a été automatisé en 1960 et reste aujourd'hui une aide à la navigation active pour les navires de la baie des Apalachee. La Garde côtière a dépensé 150.000 dollars en 2000 pour stabiliser le phare. En juillet 2005, l'ouragan Dennis a brisé une fenêtre de la lanterne, inondant l'intérieur de la tour. Le phare se trouve dans la réserve faunique nationale de St. Marks (St. Marks National Wildlife Refuge (en)).

## Description
Le phare   est une tour conique en brique de 22 m de haut, avec une galerie circulaire et une lanterne et reliée à une maison de gardien d'un étage. La tour est blanche et la lanterne est noire
Son feu à occultations Il émet, à une hauteur focale de 25 m, un long éclat blanc de 3 secondes par période de 4 secondes. Sa portée est de 8 milles nautiques (environ 15 km).

## Caractéristiques dufeu maritime
Fréquence :  4 secondes (W)
- Lumière : 3 secondes
- Obscurité : 1 seconde

Identifiant : ARLHS : USA-801 ; USCG : 4-0010 ; Admiralty : J3300.1 .

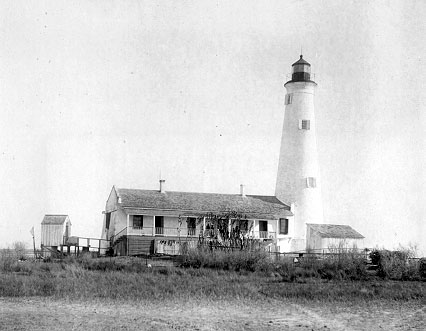
Le phare (photo USCG)
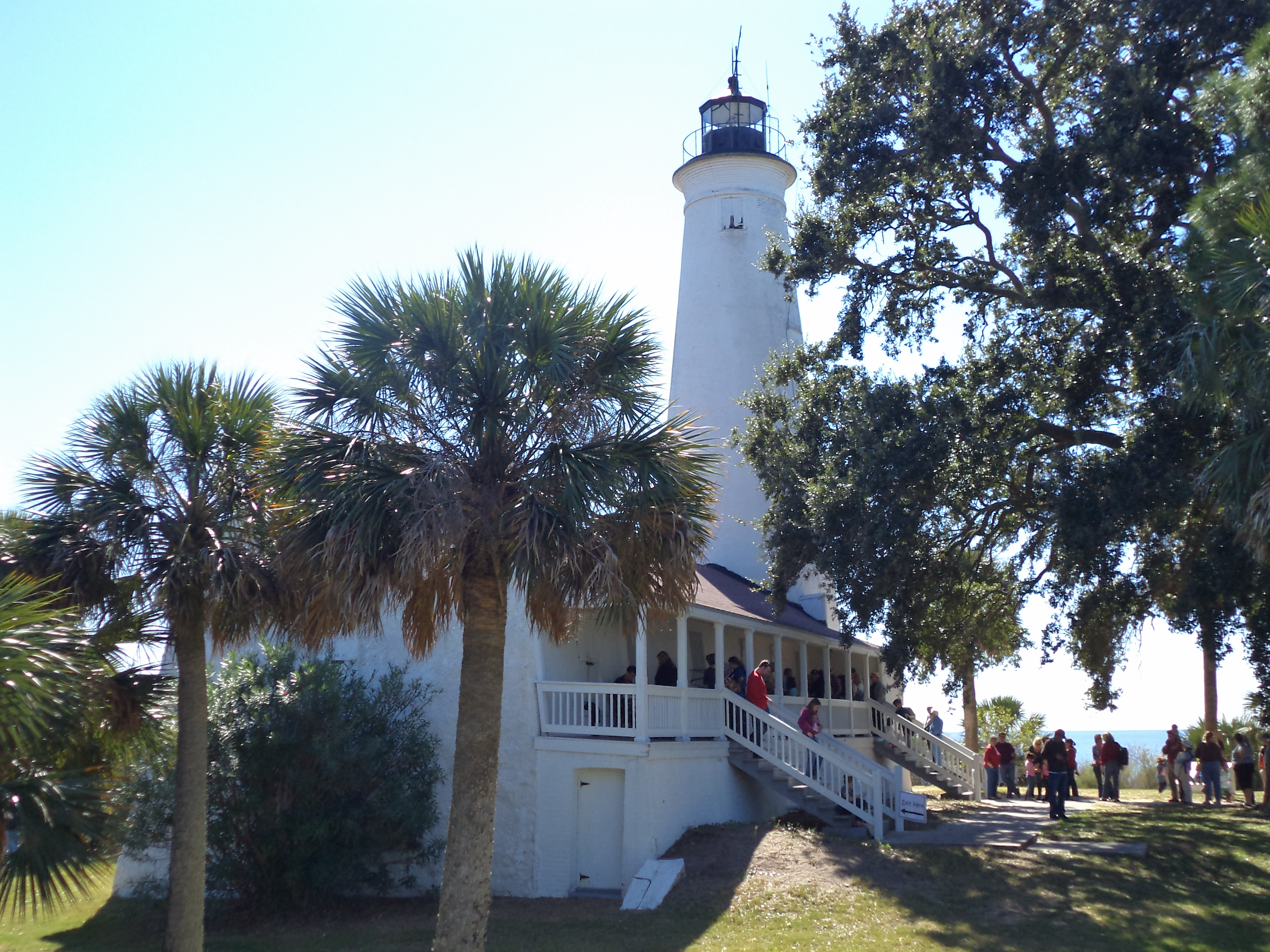
Le phare
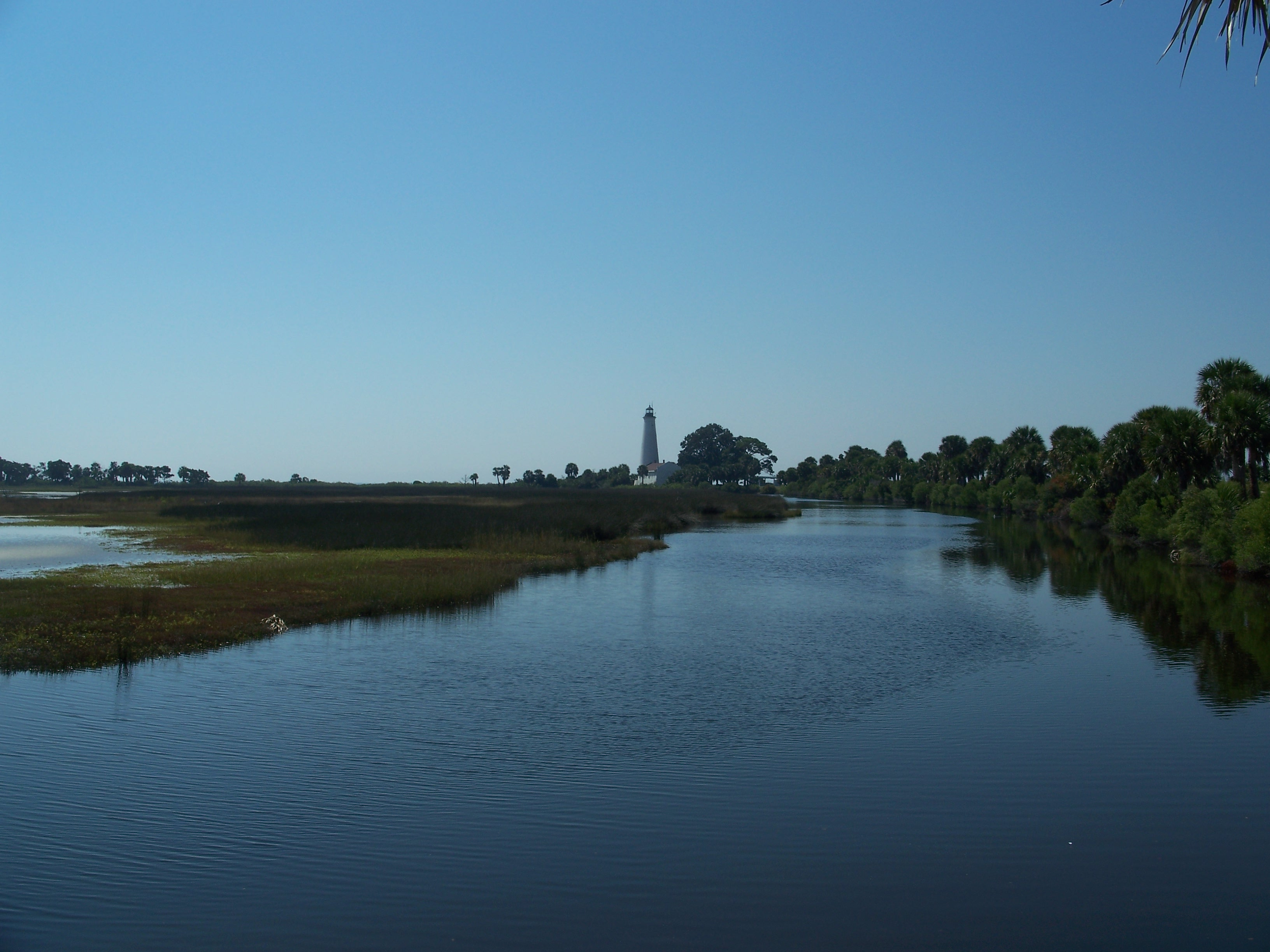
St. Marks National Wildlife Refuge

## Dans la culture populaire
Le phare de St. Marks et la réserve faunique nationale de St. Marks sont les décors du roman d'horreur Annihilation (2014) de Jeff VanderMeer et du film d'horreur du même nom (2018), basé sur ce roman. Des prises de vue extérieures ont été réalisées au phare et dans la réserve faunique nationale pour le film, mais le film n'y a finalement pas été tourné.

### Lien connexe
- Liste des phares en Floride